# Thurrock
La autoridad unitaria de Thurrock (en inglés: Borough of Thurrock) es una autoridad unitaria del condado de Essex en Inglaterra (Reino Unido). Sus principales localidades son:
- Aveley 8849
- Baker Street 602
- Bulphan 1010
- Chadwell St Mary 10 242
- East Tilbury 4770
- Grays 72 514
- Horndon on the Hill 1539
- Linford 847
- Orsett 1328
- Southfields 1089
- South Ockendon 21 294
- Stanford-le-Hope 28 566
- Tilbury 13 026[1]